# Wilhelm Stiassny

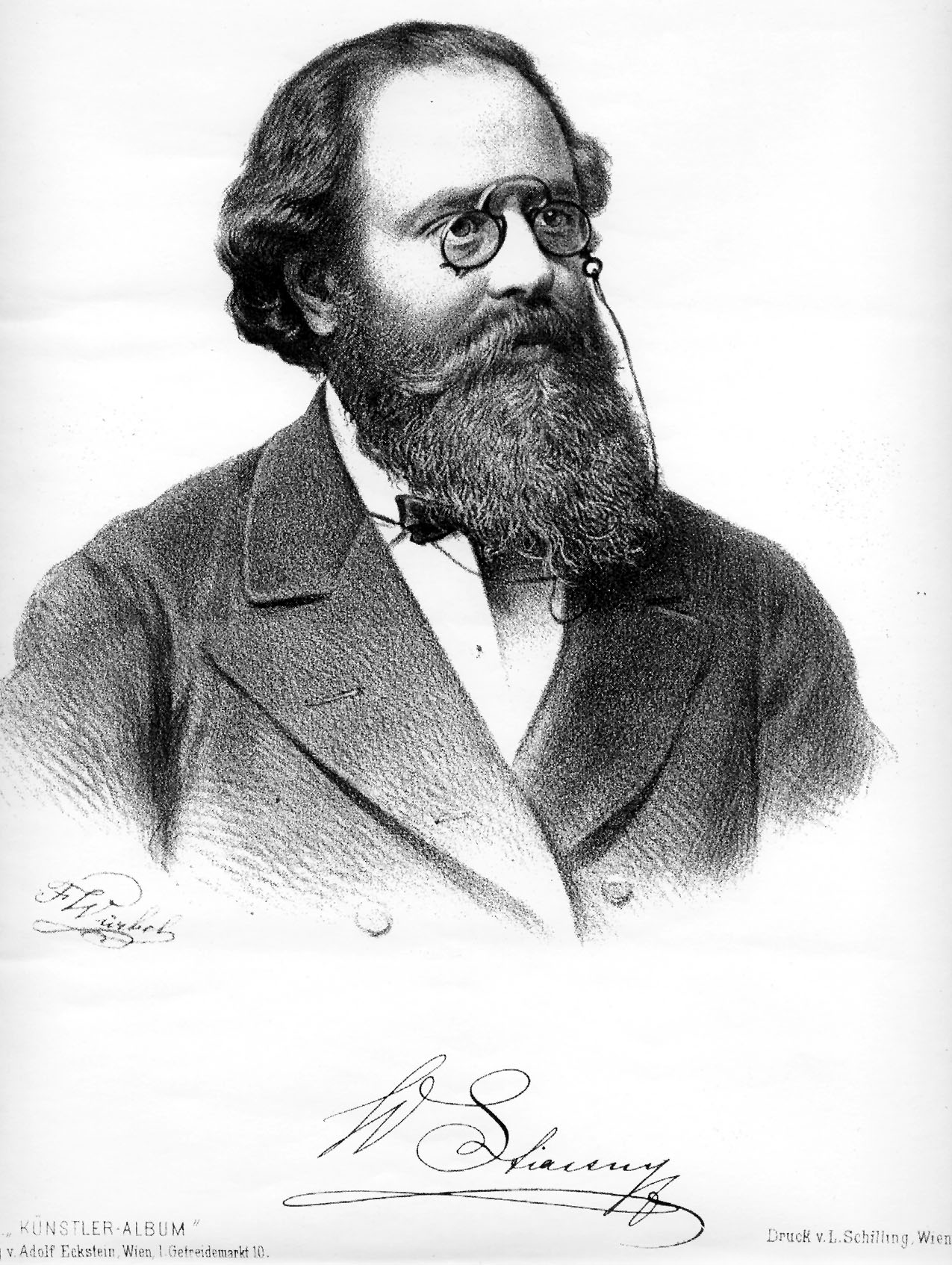
Wilhelm Stiassny 1883

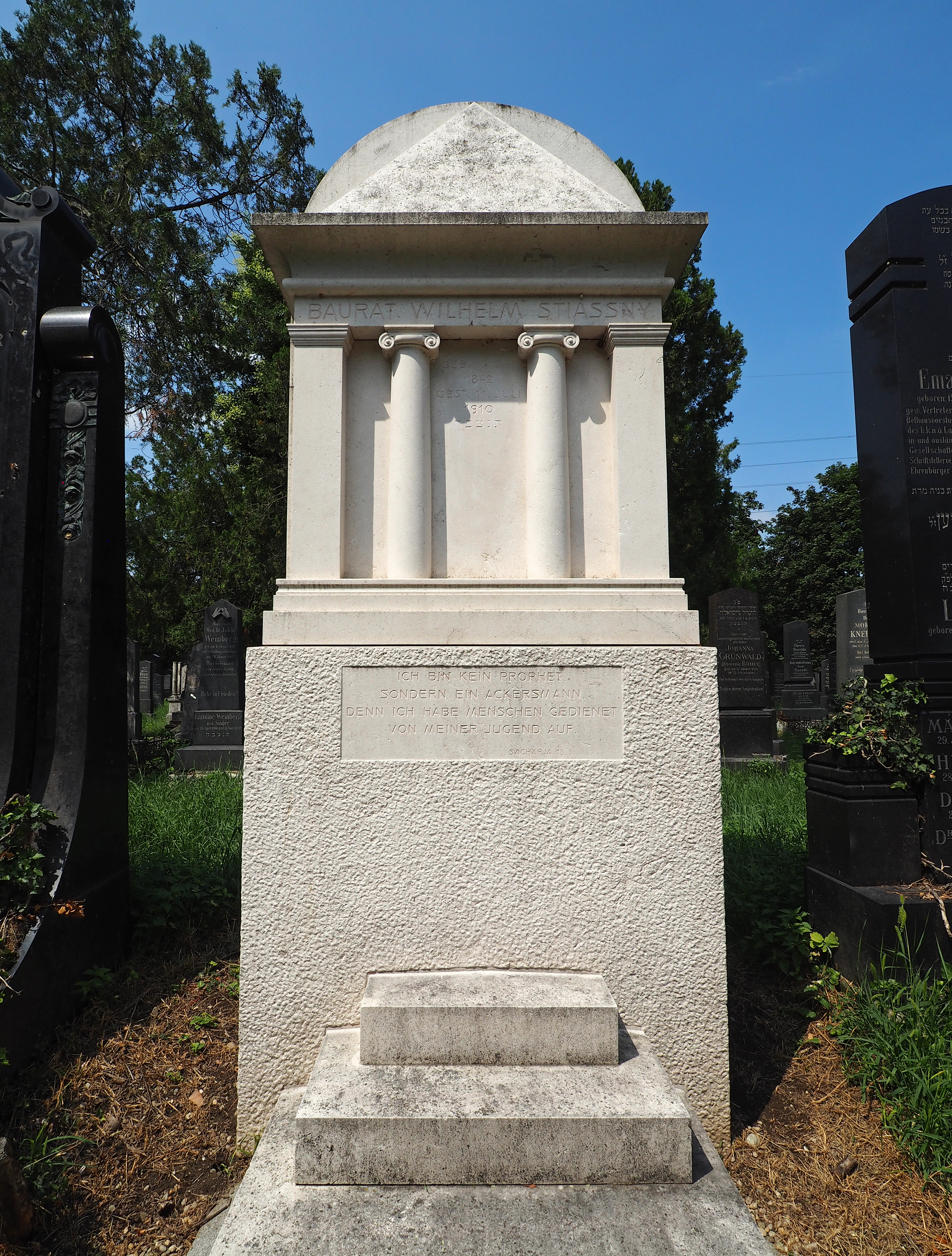
Grabstätte von Wilhelm Stiassny in der Alten Jüdischen Abteilung des Wiener Zentralfriedhofs

Wilhelm Stiassny (* 15. Oktober 1842 in Preßburg; † 11. Juli 1910 in Bad Ischl) war ein in Wien tätiger jüdischer Architekt, Mitbegründer der Wiener Bauhütte, Wiener Gemeinde- und Stadtrat sowie aktives Mitglied der Israelitischen Kultusgemeinde. Sein Hauptwerk sind Wohn- und Geschäftshäuser und soziale Bauten, besonders bekannt sind seine im maurischen Stil erbauten Synagogen.

## Leben

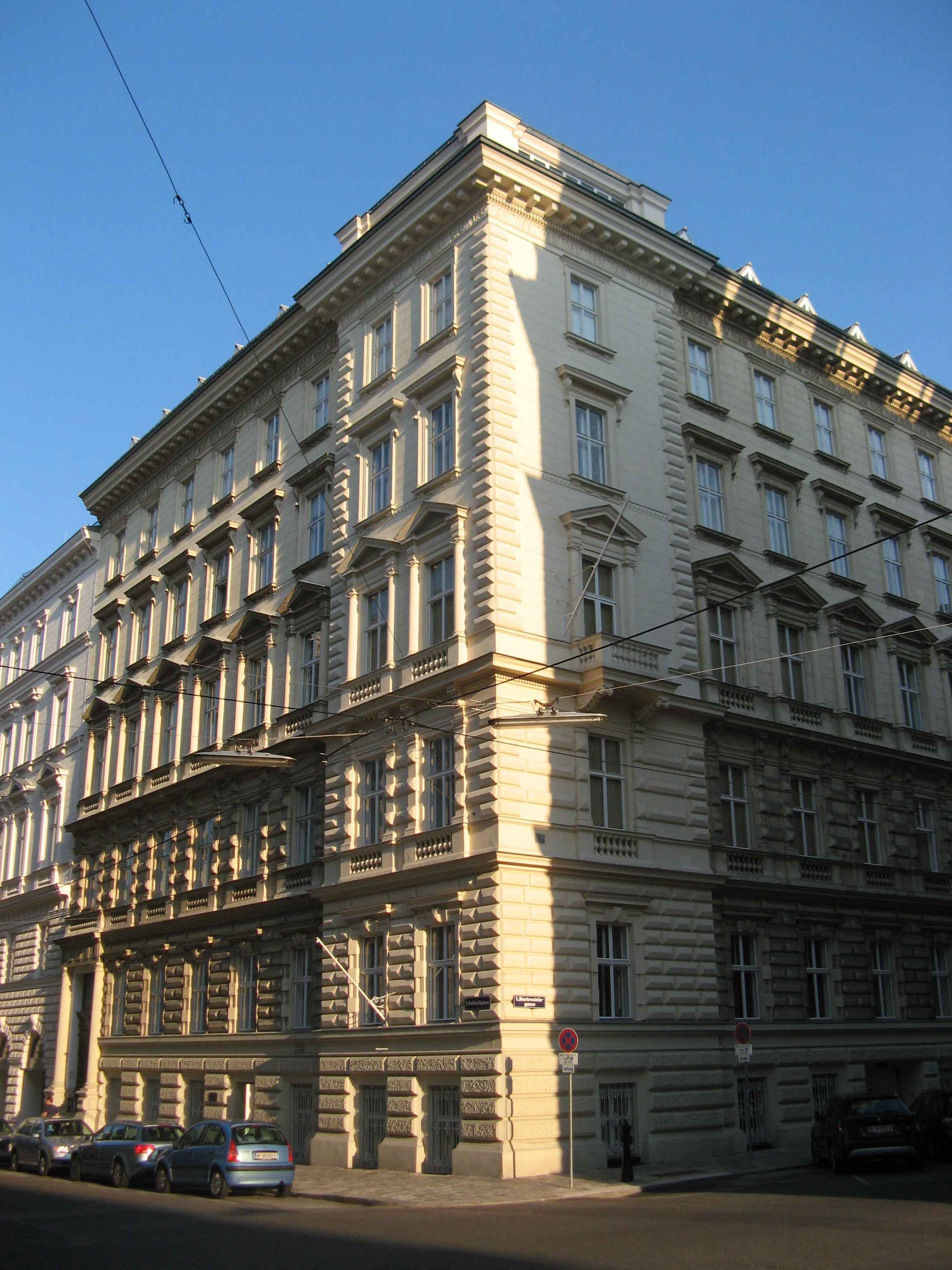
Haus Doblhoffgasse 3, Wien, erbaut 1874–75

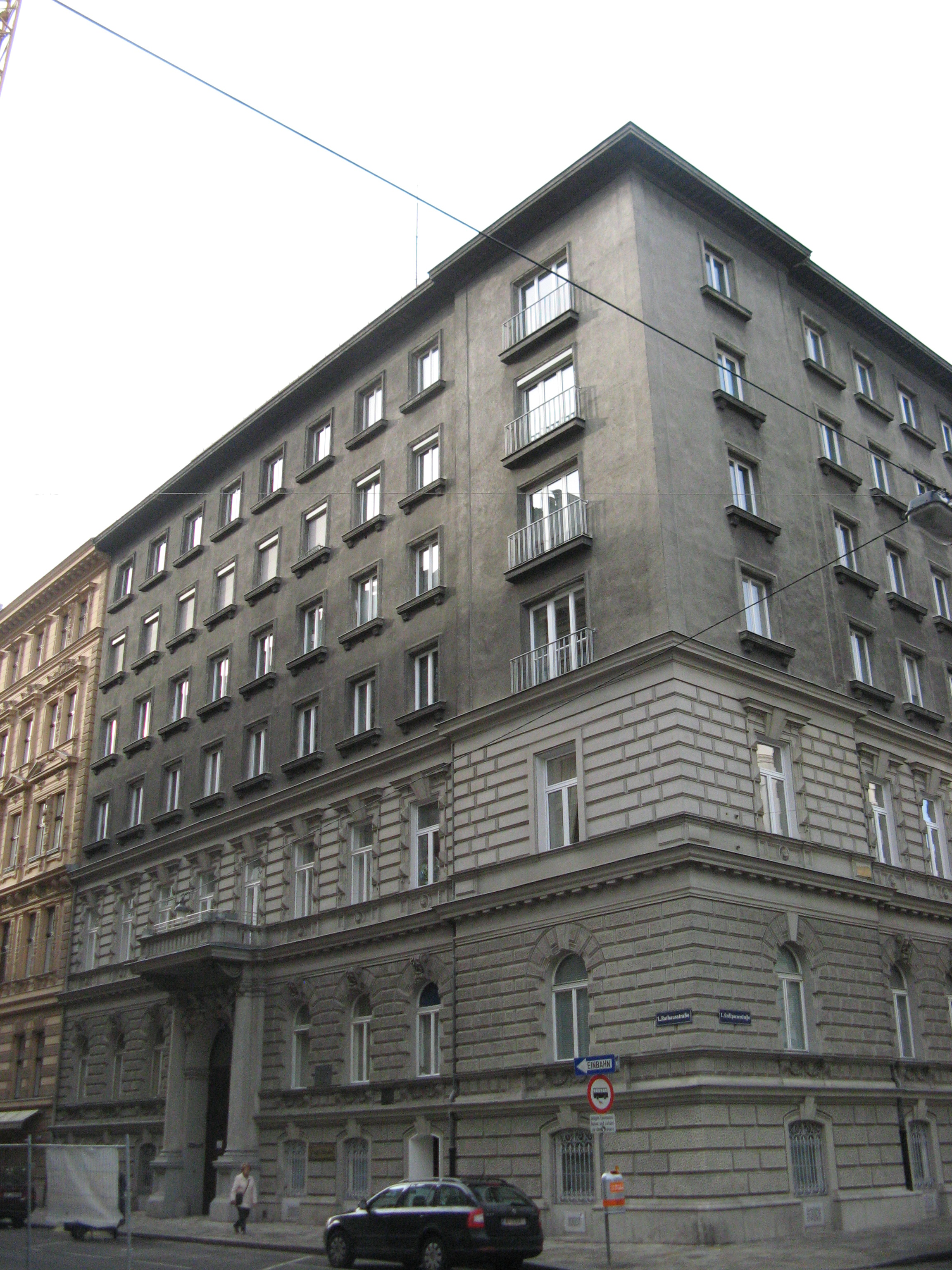
Haus Rathausstraße 13, Wien. Wohnhaus von Stiassny, erbaut für Julia Stiassny 1881–82. Im Zweiten Weltkrieg teilweise zerstört, nur die beiden unteren Geschoße sind im Originalzustand

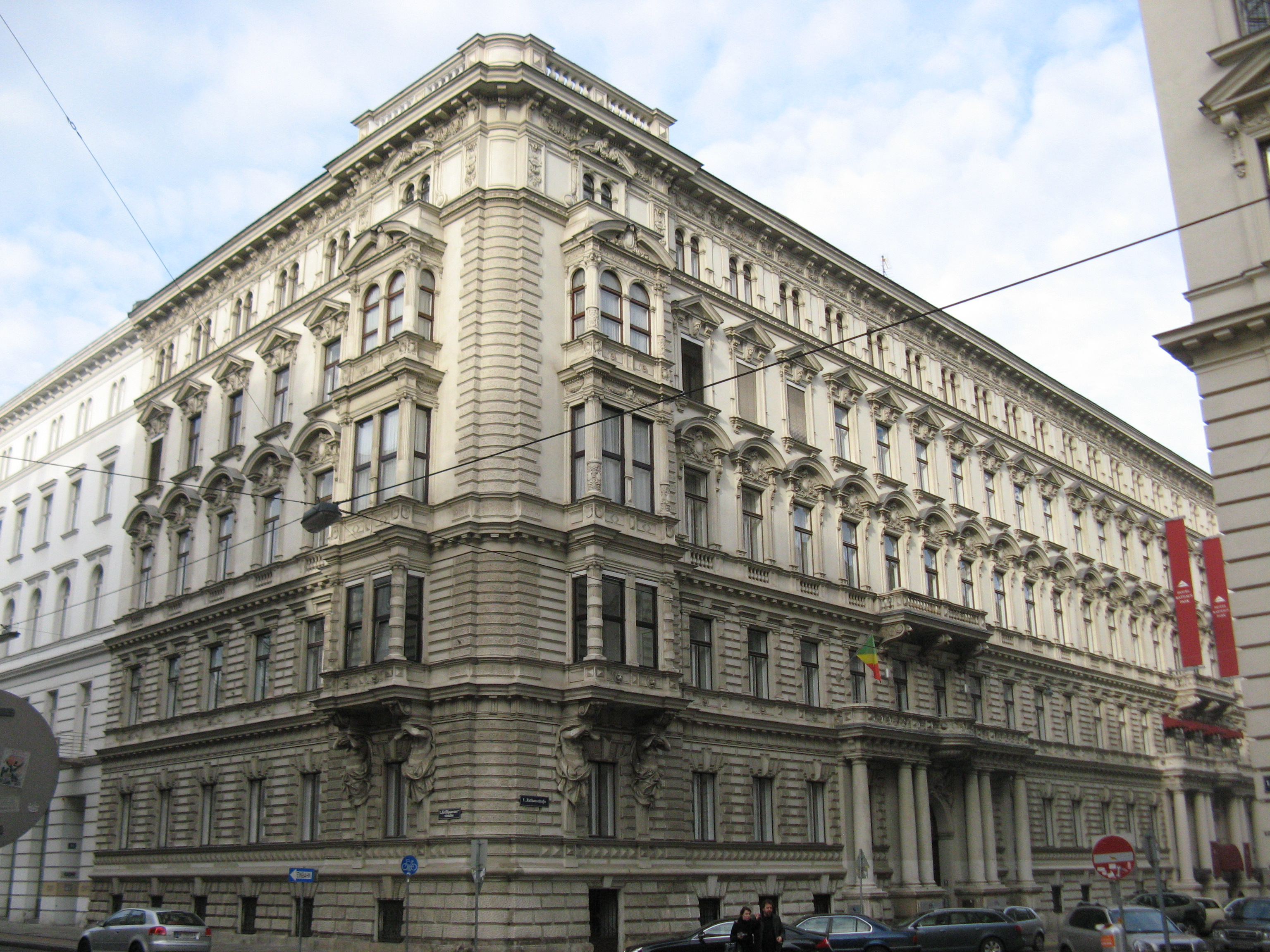
Haus Königswarter, Rathausstraße 15–17, Wien, erbaut 1882

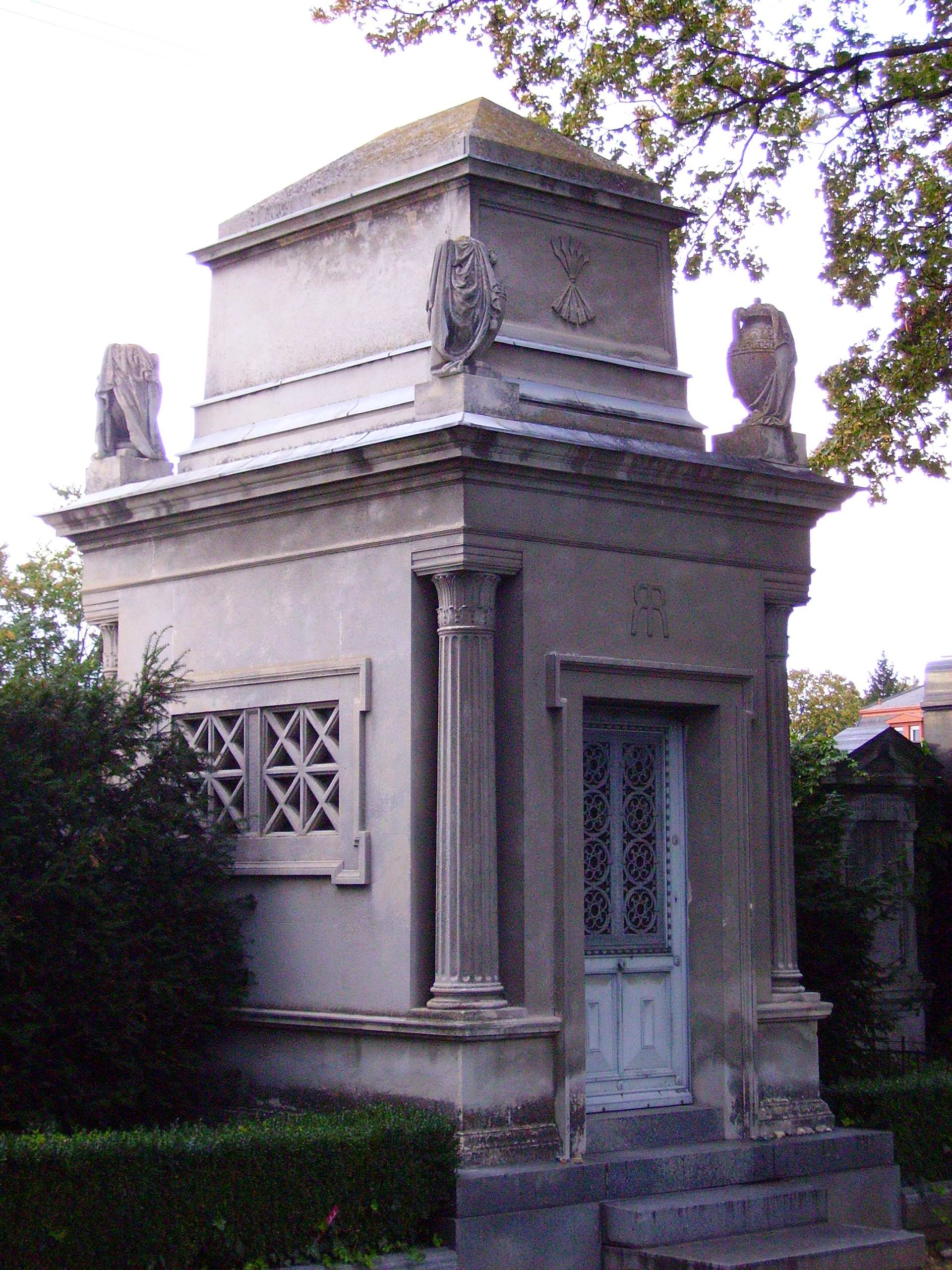
Rothschild-Gruft, Zentralfriedhof, 1. Tor, errichtet 1894

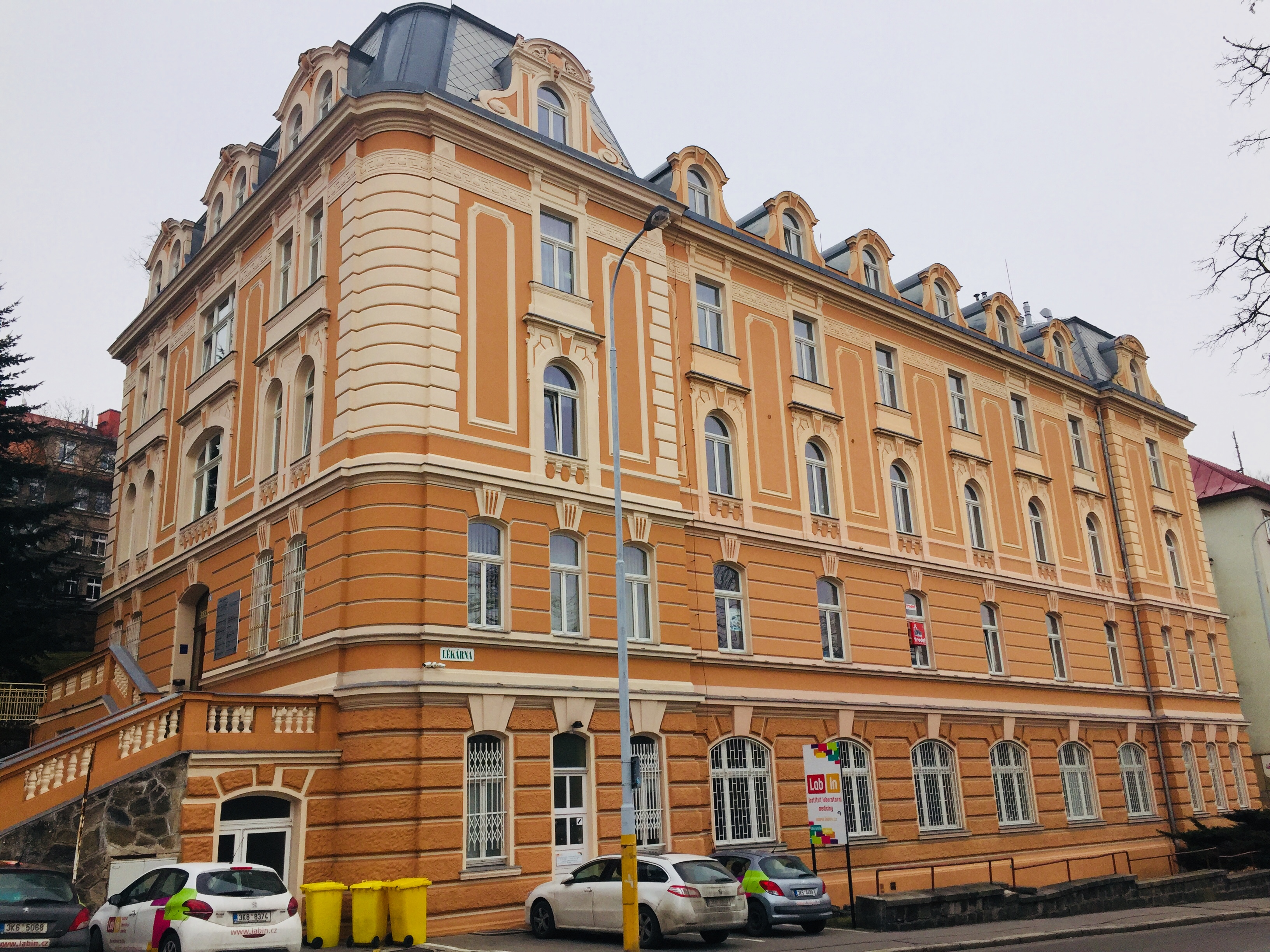
Das Kaiser Franz Josef-Regierungs-Jubiläums-Hospiz für arme Israeliten in Karlsbad, erbaut 1899–1903

Wilhelm Stiassny wurde als ältester Sohn des Kaufmanns Abraham Stiassny und dessen Ehefrau Josefine, geborene Breslauer, in Preßburg, heute Bratislava, geboren. Als er vier Jahre alt war, übersiedelte die Familie nach Wien, wo sie im „Textilviertel“ wohnte.
Ab 1848 besuchte Stiassny zuerst die Leopoldstädter Pfarr- und Hauptschule, dann die Hauptschule im Heiligenkreuzerhof und danach die Unter- und Oberrealschule ebenfalls in der Wiener Innenstadt.
In den Jahren 1857 bis 1861 studierte er am k.k. Polytechnischen Institut in Wien höhere Mathematik, Physik, darstellende Geometrie, Mechanik, praktische Geometrie, Landbau, Wasserbau sowie Zeichnungen. Im Oktober 1861 trat er in die Akademie der bildenden Künste ein, wo er bis 1866 bei Eduard van der Nüll, Carl Roesner, Friedrich von Schmidt und August Sicard von Sicardsburg studierte. Zusammen mit Studienkollegen gründete er 1862 die Wiener Bauhütte, ein Verein von Studenten der Akademie, dem sich später fast alle Wiener Architekten anschlossen. Im Februar 1864 wurde er als Mitglied in den Österreichischen Ingenieur- und Architekten-Verein aufgenommen.
Nach seinem Studienabschluss nahm Stiassny 1867 als Delegierter der österreichischen Kommission an den Installationsarbeiten der Weltausstellung in Paris teil, wo er der internationalen Jury für Arbeiterhäuser angehörte, ein Thema das ihn von da an beschäftigte und 1868 zur Gründung der Wiener gemeinnützigen Baugesellschaft führte, die als Vorläufer der Sozialbaubewegung gilt.
Nach fünf Jahren im Atelier von Friedrich von Schmidt und mehreren Studienreisen ließ sich Stiassny 1868 als freischaffender Architekt in Wien nieder. Im gleichen Jahr heiratete er Julia Taussig, eine gebildete ungarische Jüdin aus Székesfehérvár, die die Karriere ihres Mannes mit ihrem Wiener Salon förderte. Ihr einziger Sohn Sigmund wurde 1873 geboren. Stiassny gehörte schon bald zu den gefragtesten Architekten Wiens und beschäftigte mehrere Mitarbeiter, so etwa Ignaz Reiser (1863–1940), der besonders bei den Synagogenbauten mitwirkte.
In den Jahren von 1878 bis 1900 und von 1904 bis 1910 war Stiassny als Vertreter der Liberalen Mitglied des Wiener Gemeinderats, wo er sich vorwiegend mit Fragen der Architektur und Stadtplanung beschäftigte und auch mit dem aufkeimenden Antisemitismus zu kämpfen hatte. 1894 wurde er in einem vom antisemitischen Gemeinderat Josef Gregorig angestrengten Ehrenbeleidigungs-Prozess zu zwölf Stunden Arrest verurteilt, ein Urteil das in zweiter Instanz bestätigt, jedoch in eine Geldstrafe von 50 Gulden umgewandelt wurde. 1894 bis 1895 war Stiassny zudem Wiener Stadtrat, musste dieses Amt aber wegen des Antisemitismus der Christlich-Sozialen Partei Karl Luegers aufgeben.
Ab 1879 bis zu seinem Tod war Stiassny Vorstandsmitglied der Israelitischen Kultusgemeinde Wien, wo er sich unter anderem um das Bauwesen kümmerte. Er war auch Gründungsmitglied der Wiener Loge des B’nai B’rith und gründete mehrere Vereine für die Unterstützung der jüdischen Bevölkerung in Wien. Anfang Februar 1895 wurde die Gesellschaft für Sammlung und Conservirung von Kunst- und historischen Denkmälern des Judenthums gegründet, zu deren Präsident Stiassny gewählt wurde. Am 1. November des gleichen Jahres wurde in Wien das weltweit erste jüdische Museum seiner Art an der Rathausstraße 13 eröffnet. Das Haus war 1881–1882 von Stiassny für seine Frau gebaut worden und diente der Familie bis 1901 als Wohnhaus und Stiassny als Atelier.
Stiassny hatte spätestens seit 1895 Kontakt zu Theodor Herzl, dem Begründer des politischen Zionismus. 1904 wurde der Jüdische Kolonisationsverein zu Wien gegründet, dessen Präsident Stiassny bis zu seinem Tode war und dessen offizielles Kolonisationsprojekt er erarbeitete: eine 54-seitige Publikation eingeteilt in die Kapitel Geographie Palästinas, Bevölkerung, Handel, Industrie, Verkehr, Kolonisation, Die jüdischen Kolonien, Unsere Kolonie und Politisches, Finanzielles, die als erste ausführlich über Pläne für jüdische Siedlungen in Palästina berichtete. Daneben hat Stiassny auch einen Plan für die zukünftige Stadt Tel Aviv entworfen, ohne je in Palästina gewesen zu sein.
1883 war Stiassny der Titel k. k. Baurat verliehen worden, zehn Jahre später erhielt er das taxfreie Bürgerrecht der Stadt Wien, 1903 wurde er mit dem Offizierskreuz des Franz-Josefs-Ordens ausgezeichnet. 1900–1901 baute Stiassny ein Wohnhaus in der Wiener Innenstadt an der Krugerstraße 8, wo er von 1901 bis zu seinem Tod wohnte und arbeitete. Er starb am 11. Juli 1910 während eines Kuraufenthaltes in Bad Ischl und wurde am 14. Juli auf dem Wiener Zentralfriedhof beigesetzt.

## Werk
Stiassny war einer der meistbeschäftigten Architekten seiner Zeit. Er errichtete etwa 170 Wohn- und Geschäftsbauten, Fabriken, Schulen, Spitäler, zwölf neomaurische und neoromanische Synagogen, sowie Friedhofsbauten, meist für jüdische Auftraggeber.
- 1870–1875 Rothschild-Spital in Wien-Währing
- 1871–1872 Israelitisches Blindeninstitut in Wien-Döbling
- 1871–1872 Palais Schwab in Wien-Innere Stadt
- 1874–1875 Haus Doblhoffgasse 3, Wien-Innenstadt (Rathausviertel)
- 1877–1879 Zeremonienhalle im Wiener Zentralfriedhof, Israelitische Abteilung, 1. Tor
- 1881–82 Wohnhaus Stiassny (Rathausstraße 13), Wien-Innenstadt (Rathausviertel) – im Zweiten Weltkrieg teilweise zerstört
- 1881–82 Synagoge in Teplitz – ungewiss; im März 1939 zerstört[13]
- 1882 Haus Königswarter (Rathausstraße 15–17), Wien-Innenstadt (Rathausviertel)
- 1887 Synagoge in Malacky – 1899 vermutlich durch Blitzschlag fast vollständig zerstört und bis 1900 wiederaufgebaut
- 1888 Haus Lichtenfelsgasse 7, Wien-Innenstadt (eines der Arkadenhäuser im Rathausviertel)
- 1891–1892 Synagoge in Gablonz – zerstört November 1938
- 1892–1893 Synagoge Leopoldsgasse (Polnische Schul) in Wien-Leopoldstadt – November 1938 verwüstet, zwischen 1959 und 1960 abgetragen
- 1895–1896 Synagoge (Prag-Vinohrady) durch Bomben 1945 stark beschädigt, 1951 abgetragen
- 1894–1899 Tempel Stanisławów, Galizien (heute Iwano-Frankiwsk, Ukraine)
- 1897–1899 Synagoge in Čáslav
- 1899–1903 Kaiser Franz Josef-Regierungs-Jubiläums-Hospiz für arme Israeliten in Karlsbad
- 1901–1902 Synagoge in Wiener Neustadt
- 1904–1906 Jubiläumssynagoge (heute Jerusalemsynagoge) in Prag
- Grabdenkmäler, darunter die Gruft für Mitglieder des Wiener Zweiges der Familie Rothschild am Zentralfriedhof[14]

## Synagogen

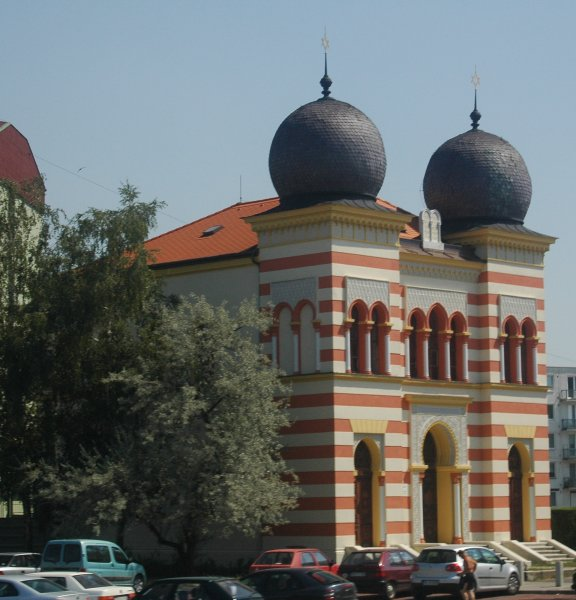
Synagoge in Malacky, erbaut 1887, 1899 fast vollständig zerstört und bis 1900 wiederaufgebaut
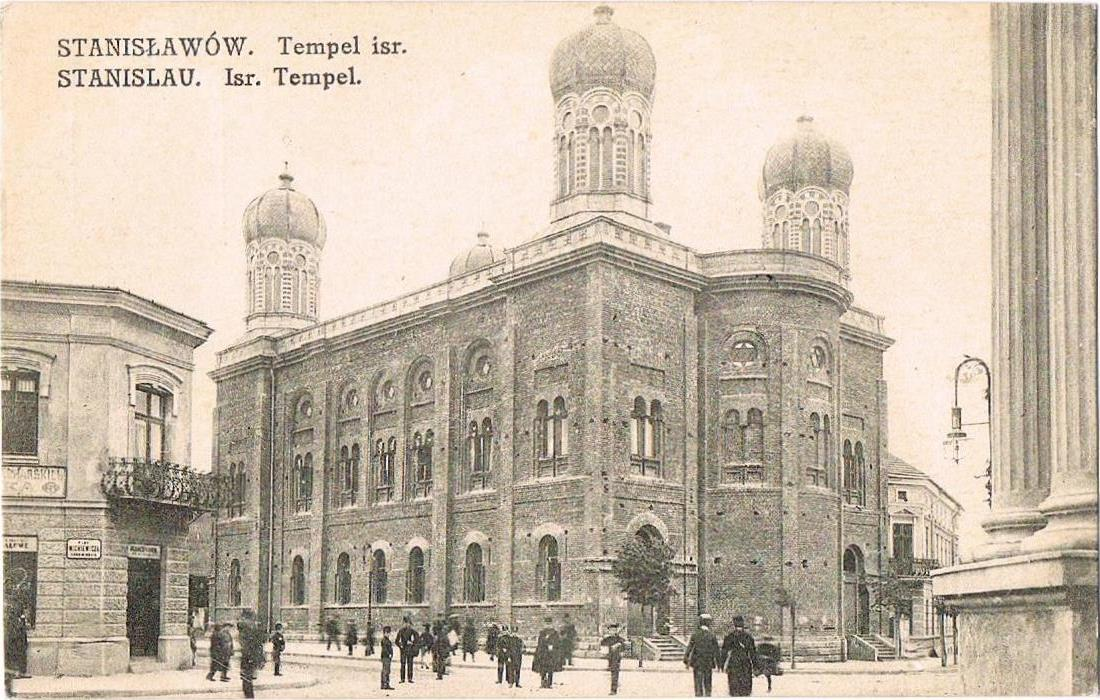
Synagoge in Stanisławów, heute Iwano-Frankiwsk, eingeweiht 1899; Postkarte ca. 1910
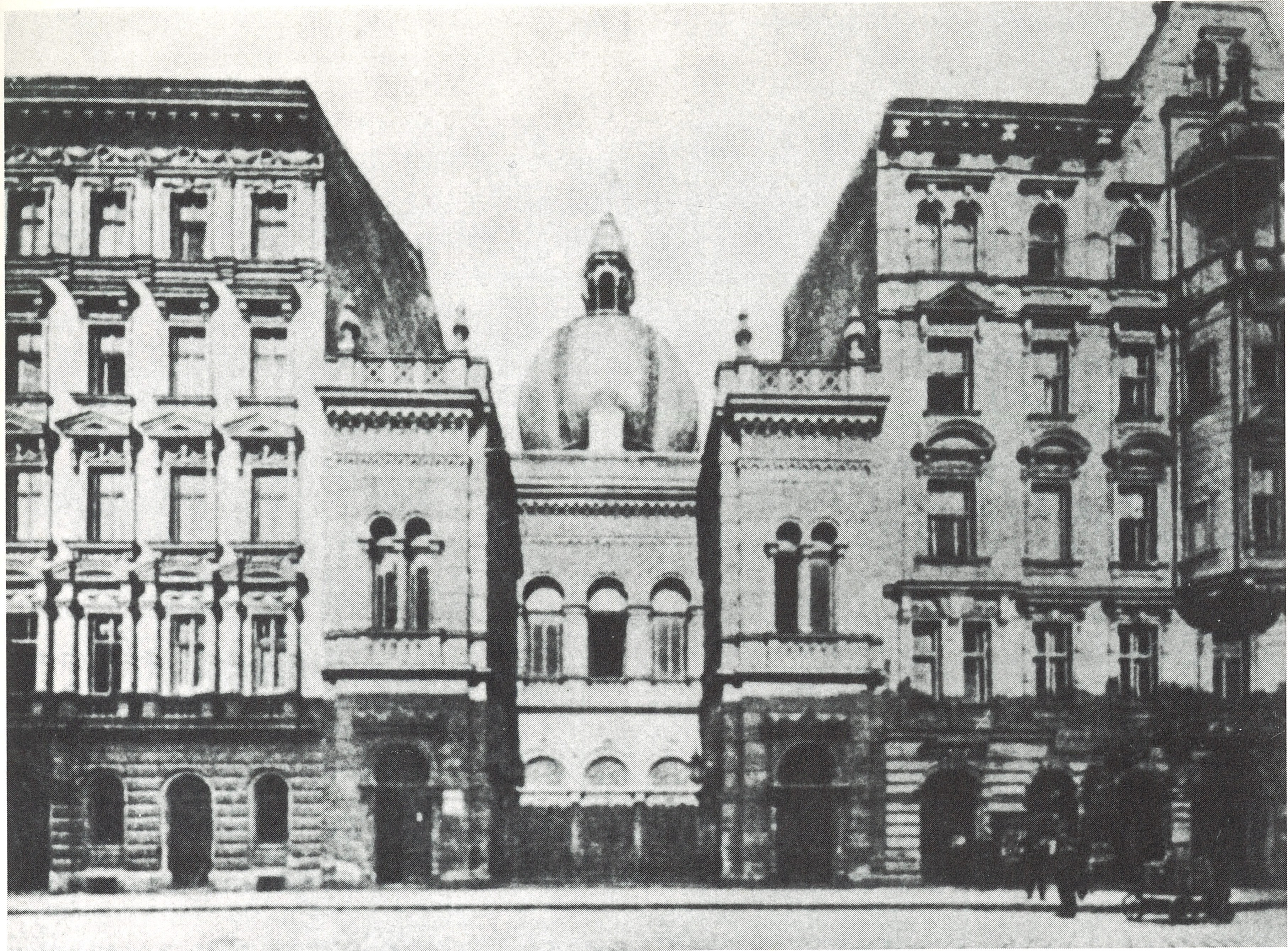
Synagoge Leopoldsgasse in Wien, eingeweiht 1893, zerstört 1938; alte Postkarte mit idealisierter Ansicht
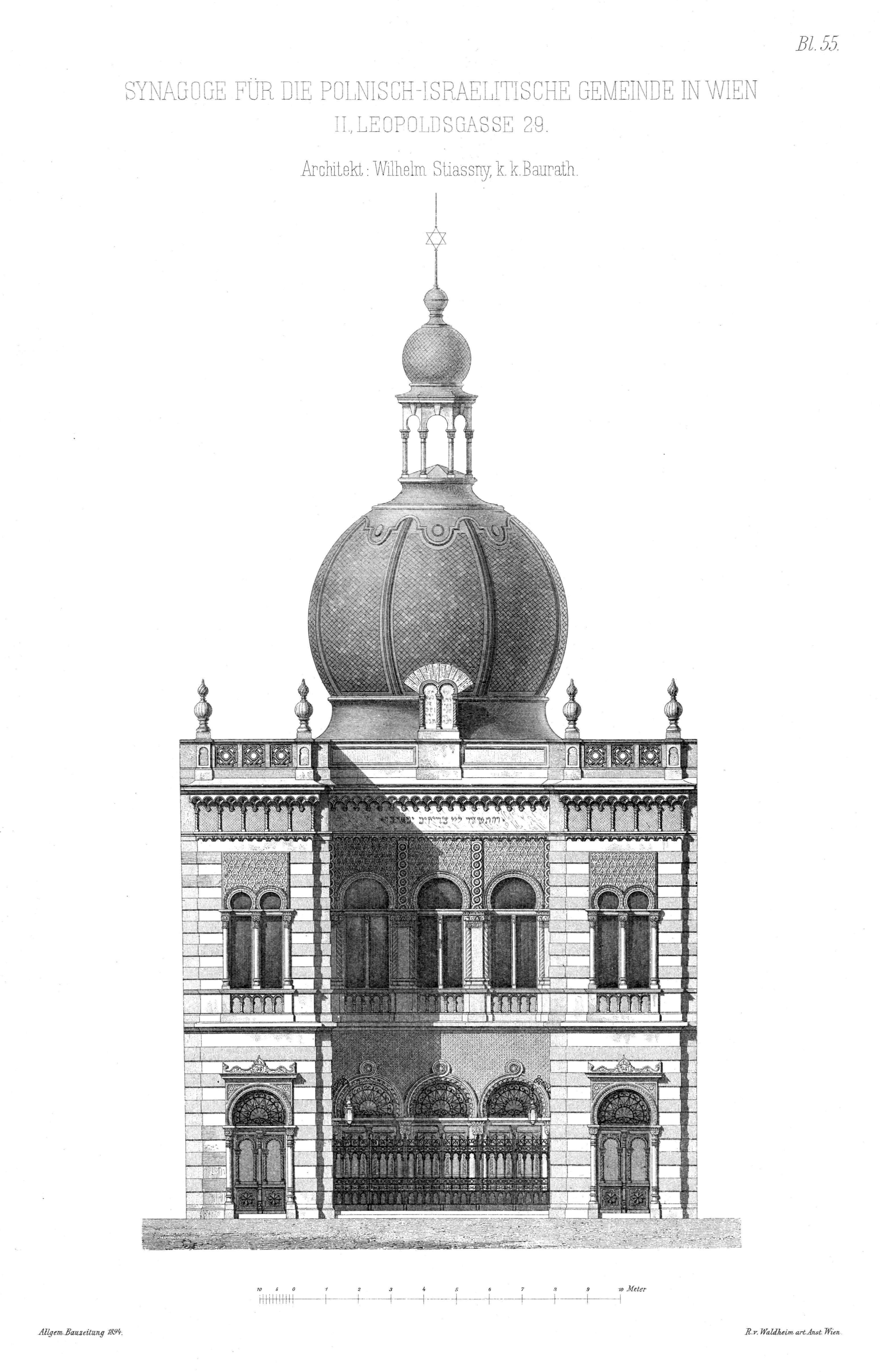
Synagoge Leopoldsgasse, aus: Allgemeine Bauzeitung 1894
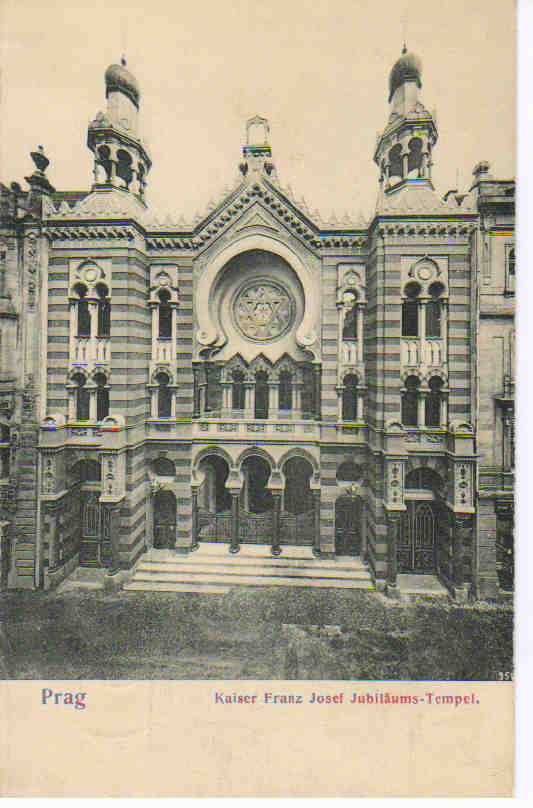
Jerusalemsynagoge in Prag, eingeweiht 1904; alte Postkarte